# NGC 1999
NGC 1999 este o nebuloasă de reflexie luminoasă și prăfoasă, care prezintă o gaură în centru. Lumina reflectată provine de la steaua variabilă V380 Orionis.